# Secondigny
Secondigny is een gemeente in het Franse departement Deux-Sèvres (regio Nouvelle-Aquitaine) en telt 1721 inwoners (2004). De plaats maakt deel uit van het arrondissement Parthenay.

## Geografie
De oppervlakte van Secondigny bedraagt 37,4 km², de bevolkingsdichtheid is 46,0 inwoners per km².
De onderstaande kaart toont de ligging van Secondigny met de belangrijkste infrastructuur en aangrenzende gemeenten.

## Demografie
Onderstaande figuur toont het verloop van het inwonertal (bron: INSEE-tellingen).